# Desmon Farmer
Desmon Farmer, (nacido el 7 de octubre de 1981 en Flint, Míchigan) es un exjugador de baloncesto estadounidense. Con 1.96 metros de estatura, jugaba en la posición de alero. 

## Trayectoria
- Universidad del sur de California (2000-2004)
- Aris Salónica BC (2004)
- BC Oostende (2005)
- Tulsa 66ers (2005-2006)
- Seattle Supersonics (2006-2007)
- Tulsa 66ers (2007)
- Rio Grande Valley Vipers (2007-2008)
- Atléticos de San Germán (2008)
- San Antonio Spurs (2008)
- Spartak Primorje (2008-2009)
- KK Zadar (2009)
- Reno Bighorns (2009-2010)
- Ironi Ashkelon (2010-2011)
- Metros de Santiago (2011)
- Boca Juniors (2012)
- Reno Bighorns (2013)
- Cóndores de Cundinamarca (2014)
- Klubi i basketbollit Prishtina (2015)
- Guaiqueríes de Margarita (2015)